# Anophiodes indistincta
Anophiodes indistincta är en fjärilsart som beskrevs av Louis Beethoven Prout 1922. Anophiodes indistincta ingår i släktet Anophiodes och familjen nattflyn. Inga underarter finns listade i Catalogue of Life.